# 거제고군현치소지
거제고군현치소지(巨濟古都懸治所址)는 대한민국 경상남도 거제시 둔덕면 거림리에 있는, 983년경 설치되었던 기성현(행정구역)의 관아 건물이 있었던 곳이다. 1997년 1월 30일 경상남도의 기념물 제162호로 지정되었다.

## 개요
이곳은 983년경 설치되었던 기성현(행정구역)의 관아 건물이 있었던 곳으로 알려져 있었다.
새로운 발굴 조사에 따르면 고려시대 막새기와를 비롯하여, 명문을 새긴 기와, 신라와 고려의 토기조각, 고려청자 조각, 분청사기 조각 등이 출토되었고, 형태를 알 수 없는 건물의 주춧돌을 발견하였다. 이로써 이 지역은 신라시대에서 고려, 조선 전기에 걸쳐 세운 건물이 있던 곳으로 예상하며, 주춧돌의 규모나 많은 기와조각으로 보아 당시의 관아와 같은 거대한 목조 건물을 배치하였던 것으로 추정한다.
이곳은 고려시대 정중부의 난을 피해 피난온 의종(재위 1146∼1170)이 머물렀던 폐왕성이 있던 곳으로도 알려져 있는데, 발굴 결과 나온 글씨를 새긴 기와로 그 신빙성을 더하고 있다.

## 참고 자료
- 거제고군현치소지 - 국가유산청 국가유산포털